# (22699) 1998 RU22
1998 أر يو 22 (ويعرف أيضًا باسم (22699) 1998 أر يو 22 وفق تسمية الكوكب الصغير) (بالإنجليزية: 1998 RU22)‏ هو كويكب ضمن حزام الكويكبات؛ وترتيبه 22699 من حيث الاكتشاف.
اكتُشف هذا الجُرم الفلكي بواسطة بحث لنكولن عن الكويكبات القريبة من الأرض في 14 سبتمبر 1998.

## وصلات خارجية
- (22699) 1998 RU22 في قاعدة بيانات مختبر الدفع النفاث لأجرام النظام الشمسي الصغيرة

- الاكتشاف · مخطط المدار ·  العناصر المدارية · المعلمات المادية

- (22699) 1998 RU22 على موقع ويكي سكاي: DSS2, SDSS, GALEX, IRAS, Hydrogen α, X-Ray, Astrophoto, Sky Map, Articles and images